# Eugène Weidmann
Pour les articles homonymes, voir Weidmann.
 (novembre 2012).
Eugène Weidmann, en allemand Eugen Weidmann, né le 5 février 1908 à Francfort-sur-le-Main et mort guillotiné le 17 juin 1939 à Versailles, est un tueur en série allemand ayant agi dans les années 1930 en France. Surnommé le « tueur au regard de velours », il est le dernier condamné à mort exécuté en place publique en France.

## Biographie

### Jeunesse et premiers crimes
Issu d’un milieu petit-bourgeois catholique, né le 5 février 1908 à Francfort-sur-le-Main, alors en province de Hesse-Nassau, dans l'Empire allemand, il a été élevé par ses grands-parents maternels à Cologne en Rhénanie après que son père eut été appelé dans l'armée impériale durant la Première Guerre mondiale. Ses parents sont membres du Parti national-socialiste des travailleurs allemands, ce qui fera naître la théorie que la Gestapo avait laissé passer Eugène Weidmann la frontière en 1937 pour en faire un agitateur nazi en France.
Adolescent, il fait un séjour en maison de correction, à Burg Dehrn (Hesse) après avoir volé une montre dans les vestiaires de la piscine. Jeune adulte, il quitte l'Allemagne pour le Canada, où il commet d'autres méfaits, ce qui lui vaut de passer quelque temps en prison avant d'être renvoyé dans son pays natal, en 1931. Prétextant créer une société de taxi, il se fait offrir par ses parents une voiture avec l'intention de faire fortune dans le kidnapping. Il prévoit d'enlever un riche héritier mais la tentative échoue par manque d'organisation : il est très vite arrêté et jugé. Il est condamné à 5 ans et 8 mois de prison ferme et termine sa peine dans le camp de travail de Börgermoor. Dans la prison de Preungesheim à Francfort, il rencontre deux Français, incarcérés pour trafic de devises : Roger Million et Jean Blanc. Ceux-ci sympathisent avec Weidmann qui est le seul à parler leur langue maternelle. Weidmann est libéré le premier après un passage de trois jours dans les services de la Gestapo de Wiesbaden. Après six mois passés chez ses parents à Francfort, il part rejoindre ses futurs complices à Paris où il arrive le 15 mai 1937. Ayant un casier judiciaire, Weidmann n'avait pourtant, légalement, pas le droit de quitter l'Allemagne. Néanmoins, il franchit sans encombre la frontière. La police française cherche à établir si cela fut fait régulièrement ou clandestinement, et si Weidmann a été missionné ou non par la Gestapo pour éliminer en France des opposants  au régime nazi, communistes et juifs.

### Escalade criminelle
Les trois complices, accompagnés de la maîtresse de Jean Blanc, Renée Tricot, qui se faisait prénommer Colette, décident de commettre des enlèvements à répétition : l'exposition universelle vient de s'ouvrir, les rues sont pleines de riches badauds étrangers. Weidmann utilise son physique avantageux, son intelligence et sa maîtrise de l'anglais pour raconter autour de lui qu'il s'est fait engager comme interprète à l'exposition, mais il n'y a jamais été embauché. La bande loue également, comme pied-à-terre, sous le faux nom de « Karrer », La Voulzie, une villa à La Celle-Saint-Cloud, pour y séquestrer ses victimes.
Les motivations exactes des crimes qui s'ensuivent ne sont pas claires : peur des ravisseurs face à leurs victimes, sadisme de tueur en série, obéissance aux ordres nazis – le père de Weidmann était inscrit au Parti national-socialiste. Ce dernier point est parfois évoqué comme étant la raison secrète des meurtres de Weidmann mais, à ce jour, il ne repose sur aucun élément avéré. Il semble que la motivation principale soit l'envie d'argent immédiat.
Le 23 juillet 1937, la première personne enlevée est la danseuse américaine Jean de Koven, tombée en un regard amoureuse de Weidmann « Hunter » et qu'il n'a eu aucune peine à emmener chez lui à La Voulzie. Mais après une soirée de discussion, Jean est droguée, puis étranglée. Weidmann enterre son cadavre sous le perron de la villa. Le butin récupéré sur elle comprend notamment 500 dollars en traveller's chèques, que « le bel Eugen » dépense en partie sur les grands boulevards, après avoir appris à imiter la signature de sa victime. Ils tentent également d'obtenir plus d'argent mais sans y parvenir, en effectuant un chantage auprès d'Ida Sackheim, tante de la jeune Américaine qui l'avait accompagnée à Paris.
Cinq autres personnes sont tuées par Weidmann (aidé par Million), d’une balle dans la nuque, pour des sommes dérisoires. Le 6 septembre, le chauffeur de grande remise Joseph Couffy tombe sous les balles de l'assassin qui lui dérobe 1 400 francs et repart avec sa limousine Vivastella.
Le 4 octobre 1937, Jeannine Keller, femme de chambre divorcée recrutée par une fausse annonce recherchant une dame de compagnie, est la victime suivante. Weidmann et Million la tuent dans la forêt de Fontainebleau au lieu-dit « La Caverne des Brigands » à Barbizon, d'un coup de revolver dans la nuque. Son corps est enterré dans la dite caverne.
Le 16 octobre 1937, Roger Leblond, ancien imprésario recherchant des investisseurs par petite annonce, est assassiné à La Voulzie et son cadavre est emporté dans sa voiture, trop facilement reconnaissable, dans une rue déserte de Neuilly. Million et Weidmann se partagent ses 5 000 francs.
Le 20 novembre, Fritz Frommer, juif allemand qu'Eugen Weidmann avait connu en prison à Preungesheim, est également assassiné et enterré dans la cave de La Voulzie, de peur qu'il les dénonce.
Enfin, Raymond Lesobre, agent immobilier, est la dernière victime de Weidmann, le 27 novembre 1937. Grâce aux indications de sa secrétaire, les policiers retrouvent dans son bureau la carte de visite déposée par le dernier client avec qui il avait rendez-vous, Arthur Schott, un représentant en lingerie. Ce dernier a un alibi solide, il était en Alsace au moment des faits. Mais il leur révèle que son neveu Fritz Frommer, demeurant à Paris, possédait quelques exemplaires de ses cartes de visite. Ce dernier se montrant introuvable, la police recherche un de ses compagnons, un dénommé « Karrer ».

### Interpellation et procès
Début décembre, la police retrouve la trace du nommé Karrer. Le 8 décembre 1937, l'interpellation de Weidmann à La Voulzie (où Jean de Koven est retrouvée enterrée sous le perron et Frommer dans la cave) est très mouvementée. Il blesse les deux inspecteurs de police, Poignant et Bourquin, avant d'être blessé à son tour, l'un des policiers, non armé, ayant utilisé un marteau de tapissier pour l'assommer. La photo de Weidmann la tête enturbannée de bandages reste célèbre et est commentée par Jean Genet qui la transporte partout avec lui. L'écrivain commence son premier roman Notre-Dame des Fleurs par une description de l'assassin : « Son beau visage multiplié par les linotypes s'abattit sur Paris et sur la France, au plus profond des villages perdus, dans les châteaux et les chaumières, révélant aux bourgeois attristés que leur vie quotidienne est frôlée d'assassins enchanteurs, élevés sournoisement jusqu'à leur sommeil qu'ils vont traverser, par quelque escalier d'office qui, complice pour eux, n'a pas grincé. Sous son image, éclataient d'aurore ses crimes : meurtre 1, meurtre 2, meurtre 3 et jusqu'à six, disaient sa gloire secrète et préparaient sa gloire future. »
L'interrogatoire est mené par le commissaire à la Sûreté nationale Marcel Sicot. Weidmann avoue assez rapidement ses crimes, mais ne dénonce aucun de ses complices. Ceux-ci se livrent spontanément à la justice quelques jours après l'arrestation de Weidmann. En prison, Weidmann reçoit de nombreuses lettres d'admiratrices, fascination connue sous le nom d'hybristophilie.
Après plus d'un an d'instruction, en mars 1939, le quatuor comparaît devant la cour d'assises de Seine-et-Oise. La défense de Weidmann est assurée par le grand ténor du Barreau, Maître Vincent de Moro-Giafferri. Les psychiatres le qualifient de « dégénéré supérieur ». Le 31 mars, le verdict tombe : indulgent d'un côté — acquittement pour Colette Tricot, 20 mois de prison pour Jean Blanc — sévère de l'autre — la mort pour Million et Weidmann. Le 16 juin, Roger Million voit finalement sa peine commuée en prison à perpétuité par le président de la République Albert Lebrun mais celui-ci refuse la grâce à Weidmann.

### Exécution
Il est guillotiné le lendemain, le 17 juin 1939, place Louis Barthou (actuellement place André Mignot), où Landru avait été exécuté 17 ans plus tôt, devant l'entrée de la prison de Versailles. Le bourreau est Jules-Henri Desfourneaux qui avait succédé à Anatole Deibler. L'exécution se déroule dans des circonstances très particulières. Une erreur dans  le montage de la guillotine, peut-être consécutive à un désaccord entre Desfourneaux et le procureur de Versailles au sujet de l'heure — légale ou solaire — de l'exécution, cause un retard de quarante-cinq minutes. Le soleil est déjà bien haut dans le ciel quand Weidmann paraît aux yeux de tous, ce qui permet à des journalistes de prendre la plus importante série de photographies d'une exécution capitale ; celle-ci est également filmée. Le quotidien Paris-Soir affirme que la foule qui assiste au « spectacle » parvient à déborder le service d'ordre, et le magazine Match raconte de manière peu vraisemblable que certaines femmes hystériques se précipitent au pied de la guillotine pour tremper leur mouchoir dans le sang du supplicié, ce qui est censé leur apporter la fertilité (ce média friand de sensationnalisme faisant référence à une vieille superstition d'un « peuple » avide de conserver ou de boire le sang des condamnés auquel il attache des vertus magiques),. Weidmann est enterré dans une tombe anonyme dans la division D du cimetière des Gonards à Versailles, une amie de cœur connue en prison lui évitant la fosse commune en obtenant du procureur une sépulture sans nom.

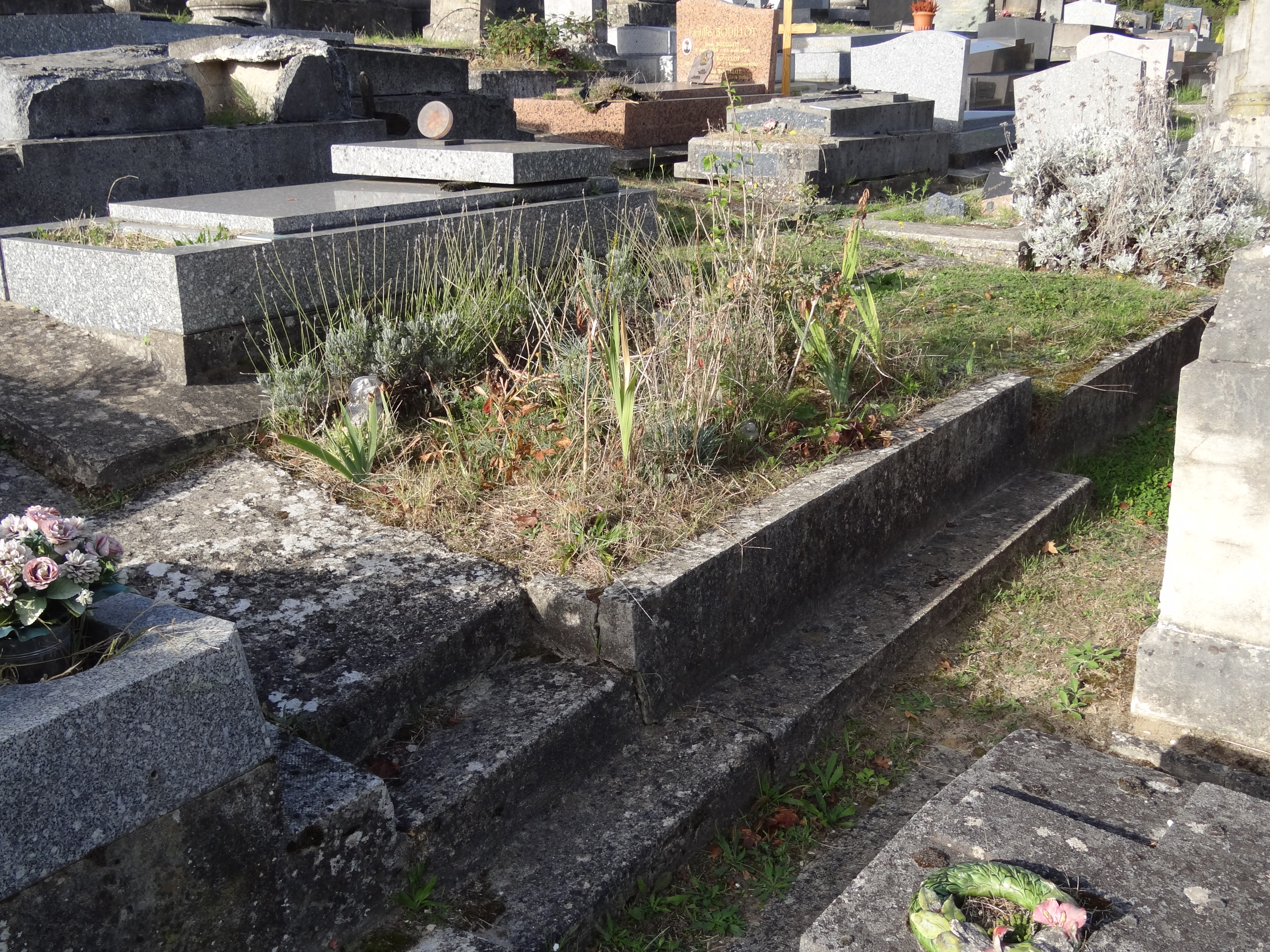
La tombe d'Eugène Weidmann au cimetière des Gonards à Versailles (Yvelines).

Le gouvernement s'émeut de ces désordres et, le 24 juin, le président du Conseil Édouard Daladier promulgue un décret-loi abolissant les exécutions capitales publiques. Après cette exécution spectacle, les condamnés à mort furent guillotinés dans l'enceinte des prisons à l'abri des regards de la foule. La mesure fut effective dès l'exécution suivante, celle de Jean Dehaene, le 19 juillet à Saint-Brieuc où le condamné fut exécuté dans la cour de la maison d'arrêt. Ce changement avait l'inconvénient d'aller à l'encontre du but d'intimidation et de dissuasion de la peine, lequel est contesté par les spécialistes de la pénologie.
C'est ainsi qu'Eugène Weidmann reste dans l'histoire de la justice française comme le dernier guillotiné en public.

### Recherches
- Weidmann par le Dr. Catherine Carre-Orengo : Psychiatre, de criminologie appliquée à l'expertise mentale.

### Filmographie
- L'affaire Weidmann, téléfilm réalisé par Jean Prat et diffusé le 22 octobre 1957 dans le cadre de la série En votre âme et conscience. Rôle d'Eugen Weidmann tenu par Laurent Terzieff.

### Documentaires télévisés et radiodiffusés
- « Eugène Weidmann, Dandy meurtrier » dans Des crimes presque parfaits sur Planète+ CI.
- « Eugène Weidmann, le tueur au visage d'ange » le 4 juillet 2015 dans Stéphane Bourgoin raconte sur Planète+ Justice.
- « Eugène Weidmann, le tueur aux yeux de velours ! » dans Hondelatte raconte sur Europe 1.« Eugène Weidmann, le tueur aux yeux de velours ! », sur Europe 1 (consulté le 27 janvier 2021).

### Chanson
- « Weidmann », paroles de Pierre Philippe, musique d'Astor Piazzolla, dans l'album Crime passionnel de Jean Guidoni.